# Montes Recti

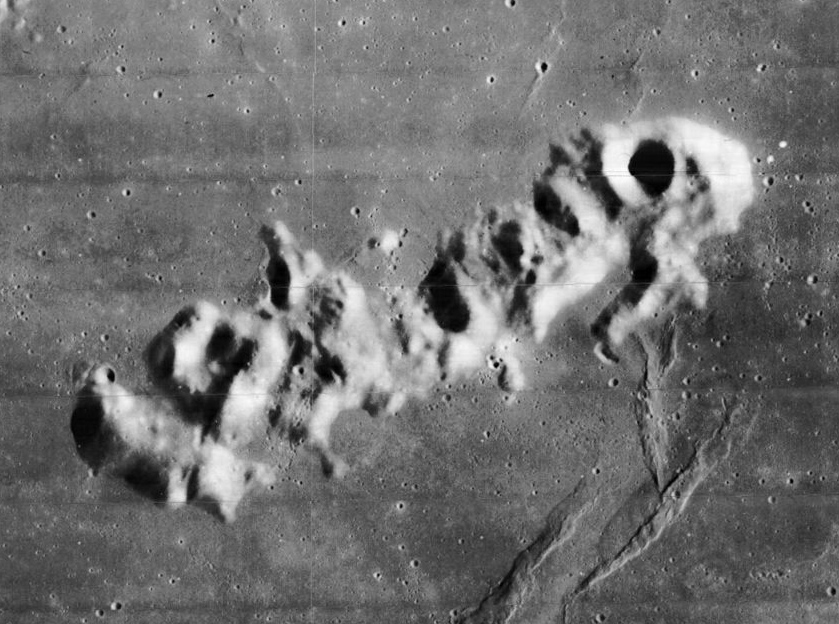
Les Montes Recti photographiés par la sonde Lunar Orbiter 4.

Les Montes Recti sont un relief de la Lune situé vers 48, −20. Il s'agit d'une chaine de montagnes qui s'étend sur 90 kilomètres au niveau de la bordure nord de la mer des Pluies. Son point culminant s'élève à 1 800 mètres. Environ 100 kilomètres à l'est, s'étendent aussi les Montes Teneriffe.